# Messianologi
Ordet messianologi er sammensat af Messias og logos. Ligesom ordet kristologi, der er sammensat af ordet christos ("salvet") og logos, betyder det ordret "lære (eller belæring) om Messias", og det hører oprindelig hjemme i en jødisk sammenhæng.
I moderne religionsvidenskab har begrebet messianologi fået en bredere betydning som en generel betegnelse for et fremtidshåb, som forekommer i adskillige religioner og kulturer, om en kommende frelserskikkelse der skal gøre en ende på gruppens nuværende trængsler og oprette den gunstige tilstand som man længes efter og håber på.